# Шервуд, Мэри Марта
Мэри Марта Шервуд (англ. Mary Martha Sherwood; урожденная Бутт (англ. Butt); 6 мая 1775, Вустершир — 20 сентября 1851, Твикнем, Большой Лондон) — английская писательница, детская писательница, иллюстратор, редактор; автор более четырёхсот произведений. Её евангелизм пронизывал ранние произведения, но более поздние работы охватывают общие викторианские темы, такие как домашний быт.

## Биография

### Юные годы
Мэри Марта Бутт родилась 6 мая 1775 года в графстве Вустершир, была старшей дочерью и вторым ребенком Марты Батт и преподобного Джорджа Батта, ординарного капеллана Георга III; долго жила в Индии. В детстве, до шести лет, Шервуд сочиняла в уме рассказы, прежде чем научилась писать, и умоляла мать переписать их. Брат был её постоянным спутником. Она была вынуждена стоять в колодках во время уроков.
В своей книге «Жизнь и времена миссис Шервуд» она вспоминает:

«В то время была мода надевать на шею детям железные ошейники, а на плечи набрасывали щитки. Этому я подвергалась с шестого по тринадцатый год жизни. Я обыкновенно делала все уроки стоя в колодках, с этим самым ошейником на шее; его надевали утром и редко снимали до позднего вечера… И все же я была очень счастливым ребенком, и, когда меня освободили от „воротничков“, я нередко проявляла свою радость, стартуя от двери нашего холла и пробежав полмили по лесу…»

Мэри Марта Бутт сперва обратилась в евангельское христианство и начала писать для детей, имея в виду детей из военных лагерей. Её работа была хорошо принята в Великобритании, куда Шервуд вернулась через десять лет. Она открыла школу-интернат и издавала тексты для детей и бедных, как «один из самых значительных авторов детской литературы девятнадцатого века». Ее изображения домашней жизни и связей с Индией, возможно, повлияли на многих молодых читателей, хотя, по мере расширения детской литературы в конце девятнадцатого века, её работы были уже не так популярны.

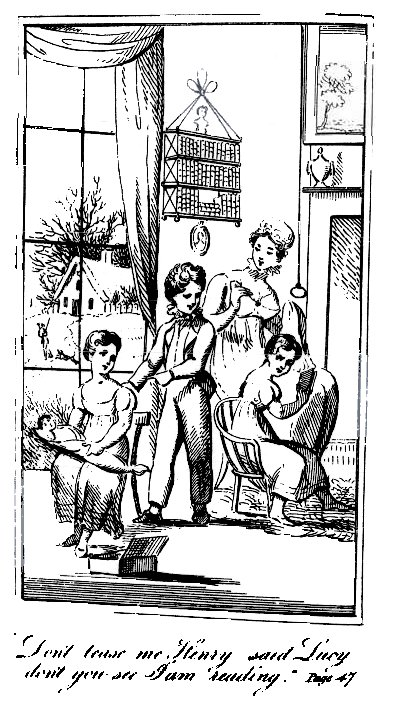
Семья Фэирчайлд
(рисунок М.-М. Шервуд)

Шервуд и её сестра Люси Литтелтон Камерон — будущий редактор журнала и детский писатель, получили широкое образование для девочек в конце восемнадцатого века: Шервуд выучила латынь и греческий язык, и ей разрешили свободно читать в библиотеке её отца. Шервуд заявляет в своей автобиографии, что к тринадцати годам она достигла своего полного роста, но мать продолжала одевать её как ребенка, поэтому она спряталась в лесу с книгой и куклой. Несмотря на свое одинокое детство, ей, похоже, нравилось посещать школу для девочек мадам Сен-Квентин в аббатстве Рединг, которой руководили французские эмигранты, и которую также посещала пионер реализма в британской литературе Джейн Остин.
Несколько подростковых лет Шервуд провела в Личфилде, где ей нравилось общество натуралиста Эразма Дарвина, реформатора образования Ричарда Ловелла Эджворта, его дочери-писательницы Марии и поэтессы Анны Сьюард. Хотя они интеллектуально стимулировали ее, она была огорчена их неверием и позже описала Ричарда Эджворта как «неверного». Она также раскритиковала образ Сьюард как женщины-автора, написав в своей автобиографии, что она никогда не станет подражать женщине, которая носила парик и собирает вокруг себя льстецов-мужчин. Она была полна решимости стать писательницей, и ее отец поощрял её намерения. Когда ей было 17 лет, отец помог ей опубликовать ее первый рассказ «Традиции» (издан в 1795 году).
Когда в 1795 году умер отец Шервуд, её семья ушла из активной общественной жизни, поскольку вдова предпочитала уединение, и переехала в Бриджнорт в «несколько неудобный дом» на Хай-стрит города. В Бриджнорте Шервуд начала писать сентиментальные романы; в 1802 году она продала «Маргариту» за 40 фунтов стерлингов мистеру Хазарду из Бата и «Историю Сьюзен Грей» за 10 фунтов стерлингов. Помимо этого Мэри Марта Шервуд преподавала в местной воскресной школе.

### Индия
В 1799 году Шервуд вышла замуж за своего двоюродного брата, капитана Генри Шервуда. В течение нескольких лет она сопровождала своего мужа и его 53-й пехотный полк в командировках по всей Великобритании. В 1804 году он был произведен в казначеи, что несколько улучшило их финансовое положение. В 1805 году полку было приказано отправиться в Индию, и Шервуды были вынуждены оставить своего первого ребенка, Мэри Генриетту  в Англии, с матерью и сестрой Шервуд.

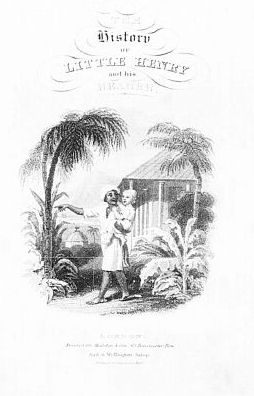
Иллюстрация к «Истории Маленького Генри и его носителя»
(рисунок М.-М. Шервуд)

Четырехмесячное путешествие Шервуд в Индию было тяжелым; она снова была беременна, и корабль полка подвергся нападению французских военных кораблей. Шервуды оставались в Индии одиннадцать лет, переезжая с армией и растущей семьей в разные города: Калькутта, Динапор, Берхампор, Канпур, Меерут и другие. Там у них родилось шестеро детей: Генри (1805–1807), Люси Марта (1807–1808), Люси Элизабет (1809–1835), Эмили (1811–1833), Генри Мартин, ставший министром (1813 – 21 января 1912 г.) и София (род. 1815).
После смерти её второго ребенка Генри от коклюша Шервуд начала подумывать о переходе в евангельское христианство. Миссионер Генри Мартин (в честь которого она назвала своего шестого ребенка) окончательно убедил ее, но именно капеллан компании первым заставил ее осознать свою «человеческую порочность» и потребность в искуплении. После своего обращения она очень хотела продолжить евангелическую миссионерскую работу в Индии, но сначала ей пришлось убедить Британскую Ост-Индскую компанию в том, что ее политика религиозного нейтралитета хорошо продумана. Социальная и политическая поддержка миссионерских программ в Великобритании в конечном итоге убедила компанию одобрить ее усилия. Шервуд открыла школы для детей армейских офицеров и местных индейских детей, прикрепленных к лагерю. Они часто обучались прямо в её доме, потому что не было свободных зданий. Первая школа насчитывала с 13 детей но вскоре число учащихся дошло до сорока, с учениками от самых маленьких до подростков; иногда даже присутствовали необразованные солдаты. Шервуд обнаружила, что традиционные британские учебные материалы не нравятся детям, выросшим в Индии, и поэтому написала свои собственные рассказы на индийскую и армейскую тематику, такие как «История Маленького Генри и его носителя» (1814) и «Мемуары сержанта Дейла, его дочери» и «Сирота Мария» (1815).
В год смерти сына Генри, Шервуд усыновила из лагеря беспризорных или осиротевших детей трехлетнего ребенка, которому давали слишком много лекарственного джина, а в 1808 году — истощенного двухлетнего ребенка. Она нашла дома для некоторых из тех, кого не смогла усыновить, а затем основала приют. В 1816 году по совету врача она и её семья вернулись на Туманный Альбион. Шервуд рассказывает в своей автобиографии, что она постоянно болела в Индии; в то время считалось, что ни она, ни ее дети не могут выжить в тропическом климате.

### Возвращение в Британию
Когда Шервуды вернулись в Великобританию, они оказались в затруднительном финансовом положении. Капитан Шервуд, получив половинную зарплату, открыл школу в Хенвике, Вустершир. Опираясь на свою писательскую известность и опыт преподавания в Индии, Шервуд решила открыть в Уике школу-интернат для девочек; он оставался на плаву восемь лет. Она преподавала своим воспитанницам английский, французский, астрономию, историю, географию, грамматику и арифметику. В то же время она написала сотни трактатов, романов и других произведений для детей и бедных, что повысило ее популярность как в Соединенных Штатах Америки, так и на родине. «История Генри Милнера» (1822) была одной из самых успешных книг Шервуд; дети отправили ей письмо от фанатов, умоляя написать продолжение; один ребенок даже прислал ей для этого «декоративные ручки». Младенцев назвали в честь главного героя книги. Шервуд опубликовала большую часть того, что она написала, в журнале «The Youth's Magazine», детском периодическом издании, которое она сама и редактировала более двух десятилетий.
К 1830-м годам Шервуд стал более зажиточным, и семья решила отправиться на европейский континент. Тексты, которые Шервуд написала после этой поездки, отражают ее знакомство с французской культурой. В это же время она приступила к большому и сложному ветхозаветному проекту, для которого выучила иврит. Чтобы помочь ей, муж за десять лет собрал большую ивритско-английскую конкорданцию. Автобиография Шервуд содержит мало подробностей о последних сорока годах ее жизни, хотя даже в свои семьдесят Шервуд писала по четыре или пять часов в день; многие книги были написаны в соавторстве с дочерью Шервуда Софией. По словам М. Нэнси Катт, ученого из Шервуда, это совместное авторство привело к «водянистой сентиментальности», не очевидной в более ранних работах Шервуд, а также к бо́льшему акценту на классовых проблемах.
В 1849 году Шервуд переехала в Твикенхэм, Миддлсекс, а в декабре того же года умер её муж — капитан Шервуд. Сама Шервуд умерла почти два года спустя, 20 сентября 1851 года.